# Вишневое (Тростянецкий район)
Вишневое (укр. Вишневе) — село,
Белковский сельский совет,
Тростянецкий район,
Сумская область,
Украина.
Код КОАТУУ — 5925080402. Население по переписи 2001 года составляло 304 человека .

## Географическое положение
Село Вишневое находится около железнодорожной станции Платформа 99 км.
По селу протекает пересыхающий ручей с запрудой.

## Экономика
- Молочно-товарная ферма.